# 왕하오 (1983년생 탁구 선수)
왕하오(중국어: 王皓, 병음: Wáng Hào, 한자음: 왕호, 1983년 12월 15일~)는 중화인민공화국의 탁구 선수, 지도자이다. 1983년 12월 15일, 중국 장춘시에서 태어났으며 베이징 대학교를 졸업하였다. 키는 175cm 체중 78kg의 신체 조건을 가졌다. 중국식 펜홀더 전형을 사용하는 탁구 스타일로 이면 타법의 완성형이라고 불린다. 2000년대에 마린, 왕리친 선수와 함께 중국 남자 탁구의 트로이카로 불렸다. 16년간 중국 탁구 국가대표로 활동하여 여러 대회에서 활약을 펼쳤으며 2014년 12월 23일 은퇴를 발표하였다.

## 이면 타법
왕하오는 중국식 펜홀더 전형의 이면 타법의 선구자로 불렸다. 왕하오 이전에도 마린, 류궈량 등 중국식 펜홀더를 사용하여 국제 무대에서 활약한 선수는 많았으나 단면 직선 쇼트 위주의 사용으로 일본식 펜홀더 전형의 단면 타법에 크게 벗어나지 못했다. 이와 달리 왕하오는 이면 타법 위주의 공격 스타일을 사용해 백핸드 드라이브를 자유롭게 구사하여 셰이크 핸드 전형의 백핸드 드라이브 못지 않은 강력한 회전량과 파워를 발휘했다. 한 탁구 팀 감독은 중국식 펜홀더 선수 중 백핸드로 연속해서 맞드라이브를 걸 수 있는 선수는 왕하오가 유일하다는 평을 내린 바 있다. 이를 바탕으로 27개월 연속 세계 랭킹 1위, 다수의 대회에서 우승을 차지하며 강력함을 과시했다. 왕하오 은퇴 이후 현재는 중국의 쉬신, 홍콩의 웡춘팅 선수가 중국식 펜홀더 이면 타법으로 활약 중이다.

## 수상기록

### 올림픽
| 대회                 | 단식   | 단체전 |
| -------------------- | ------ | ------ |
| 2004년 아테네 올림픽 | 은메달 |        |
| 2008년 베이징 올림픽 | 은메달 | 금메달 |
| 2012년 런던 올림픽   | 은메달 | 금메달 |

### Pro Tour
| 대회                 | 연도 | 단식   | 복식   |
| -------------------- | ---- | ------ | ------ |
| Melbourne Open       | 1999 | 32강   | 8강    |
| Hainan Open          | 2001 | 8강    | 8강    |
| Seoul Open           | 2001 | 32강   | 8강    |
| Yokohama Open        | 2001 | 16강   | 우승   |
| Skovde Open          | 2001 | 32강   | 16강   |
| Farum Open           | 2001 | 우승   | 준우승 |
| Wels Open            | 2002 | 16강   | 4강    |
| Cairo Open           | 2002 | 우승   | 4강    |
| Qingdao Open         | 2002 | 4강    | 16강   |
| Fort Lauderdale Open | 2002 | 32강   | 8강    |
| Magdeburg Open       | 2002 | 64강   |        |
| Eindhoven Open       | 2002 | 우승   | 4강    |
| Croatia Open         | 2003 | 우승   | 8강    |
| Jeju-Si Open         | 2003 | 16강   | 4강    |
| Guangzhou Open       | 2003 | 준우승 | 준우승 |
| Bremen Open          | 2003 | 8강    | 8강    |
| Aarhus Open          | 2003 | 8강    | 우승   |
| Malmo Open           | 2003 | 16강   | 우승   |
| Athens Open          | 2004 | 우승   | 준우승 |
| Pyeongchang Open     | 2004 | 준우승 | 우승   |
| Singapore Open       | 2004 | 16강   | 4강    |
| Wuxi Open            | 2004 | 준우승 | 4강    |
| Changchun Open       | 2004 | 준우승 | 우승   |
| Kobe Open            | 2004 | 32강   | 4강    |
| Doha Open            | 2005 | 8강    | 우승   |
| Harbin Open          | 2005 | 4강    | 준우승 |
| Shenzhen Open        | 2005 | 준우승 | 4강    |
| Yokohama Open        | 2005 | 4강    | 8강    |
| Velenje Open         | 2005 | 우승   | 4강    |
| Zagreb Open          | 2006 | 4강    | 우승   |
| Doha Open            | 2006 | 4강    | 우승   |
| Kuwait City Open     | 2006 | 32강   | 4강    |
| Kunshan Open         | 2006 | 4강    | 4강    |
| Yokohama Open        | 2006 | 준우승 | 우승   |
| Zagreb Open          | 2007 | 16강   | 우승   |
| Velenje Open         | 2007 | 우승   | 8강    |
| Doha Open            | 2007 | 8강    | 8강    |
| Salwa Cup Open       | 2007 | 16강   | 8강    |
| Chiba Open           | 2007 | 우승   | 준우승 |
| Nanjing Open         | 2007 | 준우승 | 우승   |
| Shenzhen Open        | 2007 | 우승   | 우승   |
| Toulouse Open        | 2007 | 준우승 | 우승   |
| Bremen Open          | 2007 | 8강    | 준우승 |
| Stockholm Open       | 2007 | 우승   | 우승   |
| Kuwait City Open     | 2008 | 8강    | 우승   |
| Doha Open            | 2008 | 준우승 | 4강    |
| Changchun Open       | 2008 | 우승   |        |
| Yokohama Open        | 2008 | 준우승 |        |
| Daejeon Open         | 2008 | 4강    | 우승   |
| Shanghai Open        | 2008 | 준우승 | 준우승 |
| Kuwait City Open     | 2009 | 준우승 | 4강    |
| Tianjin Open         | 2009 | 우승   | 4강    |
| Seoul Open           | 2009 | 4강    | 우승   |
| Doha Open            | 2010 | 16강   | 우승   |
| Kuwait City Open     | 2010 | 8강    | 4강    |
| Berlin Open          | 2010 | 준우승 | 4강    |
| Suzhou Open          | 2010 | 8강    | 4강    |
| Velenje Open         | 2011 | 4강    | 우승   |
| Sheffield Open       | 2011 | 4강    | 준우승 |
| Doha Open            | 2011 | 8강    | 4강    |
| Dubai Open           | 2011 | 우승   | 4강    |
| Dortmund Open        | 2011 | 4강    | 준우승 |
| Shenzen Open         | 2011 | 4강    | 준우승 |
| Suzhou Open          | 2011 | 16강   | 준우승 |
| Schwechat Open       | 2011 | 16강   | 우승   |
| Stockholm Open       | 2011 | 준우승 | 16강   |
| Velenje Open         | 2012 | 8강    | 준우승 |
| Doha Open            | 2012 | 준우승 |        |
| Incheon City Open    | 2012 | 4강    | 준우승 |
| Shanghai Open        | 2012 | 16강   | 우승   |
| Poznan Open          | 2012 | 우승   | 준우승 |
| Kuwait City Open     | 2013 | 4강    |        |
| Doha Open            | 2013 | 4강    | 준우승 |
| Incheon City Open    | 2013 | 4강    | 8강    |
| Changchun Open       | 2013 | 준우승 | 4강    |
| Suzhou Open          | 2013 | 16강   |        |
| Suzhou Open          | 2013 |        | 16강   |
| Dubai Open           | 2013 | 8강    |        |
| Magdeburg Open       | 2014 | 16강   | 우승   |
| Chengdu Open         | 2014 | 8강    | 4강    |
| Stockholm Open       | 2014 | 4강    | 우승   |

### Pro Tour Grand Finals
| 대회                            | 연도 | 단식   | 복식   |
| ------------------------------- | ---- | ------ | ------ |
| Stockholm Pro Tour Grand Finals | 2002 | 4강    |        |
| Guangzhou Pro Tour Grand Finals | 2003 | 우승   |        |
| Beijing Pro Tour Grand Finals   | 2004 | 4강    | 준우승 |
| Hong-Kong Pro Tour Grand Finals | 2006 | 우승   |        |
| Beijing Pro Tour Grand Finals   | 2007 | 준우승 | 준우승 |
| Macao Pro Tour Grand Finals     | 2008 | 준우승 |        |
| London Pro Tour Grand Finals    | 2011 | 4강    | 준우승 |
| Hangzhou Pro Tour Grand Finals  | 2012 | 준우승 |        |

### 아시안게임
| 대회                     | 단식   | 복식   |
| ------------------------ | ------ | ------ |
| 2006년 도하 아시안게임   | 금메달 | 4강    |
| 2010년 광저우 아시안게임 | 은메달 | 금메달 |

### 아시안컵
| 대회                     | 단식 |
| ------------------------ | ---- |
| 2005 New Delhi Asian Cup | 우승 |
| 2006 Kobe Asian Cup      | 우승 |
| 2009 Hangzhou Asian Cup  | 우승 |

### World Championship
| 대회                         | 연도 | 단식   | 복식   | 단체전 |
| ---------------------------- | ---- | ------ | ------ | ------ |
| Paris World Championship     | 2003 | 16강   | 준우승 |        |
| Doha World Championship      | 2004 |        |        | 우승   |
| Shanghai World Championship  | 2005 | 16강   | 우승   |        |
| Bremen World Championship    | 2006 |        |        | 우승   |
| Zagreb World Championship    | 2007 | 4강    | 준우승 |        |
| Guangzhou World Championship | 2008 |        |        | 우승   |
| Yokohama World Championship  | 2009 | 우승   | 우승   |        |
| Moscow World Championship    | 2010 |        |        | 우승   |
| Rotterdam World Championship | 2011 | 준우승 | 4강    |        |
| Dortmund World Championship  | 2012 |        |        | 우승   |

### World Cup
| 대회                | 연도 | 단식   |
| ------------------- | ---- | ------ |
| Jiangyin World Cup  | 2003 | 8강    |
| Hangzhou World Cup  | 2004 | 3위    |
| Liége World Cup     | 2005 | 준우승 |
| Paris World Cup     | 2006 | 준우승 |
| Barcelona World Cup | 2007 | 우승   |
| Liege World Cup     | 2008 | 우승   |
| Magdeburg World Cup | 2010 | 우승   |
| Paris World Cup     | 2011 | 준우승 |

### 영원한 은메달리스트
왕하오는 위와 같이 수 없이 많은 대회에서 우승을 차지 했지만 오직 올림픽 탁구 남자 단식 부문에서 만큼은 금메달을 차지 하지 못했다. 무려 12년간 3번의 올림픽에 출전하여 3번 모두 결승전에 진출하는 쾌거를 이루었지만 3번 모두 패하는 안타까운 결과를 얻었다. 2004년 아테네 올림픽에서는 상대 전적에서 패한적이 한번도 없었던 대한민국의 유승민 선수에게 패하여 금메달을 내주었다. 2008년 베이징 올림픽에서는 같은 중국의 마 린(Ma Lin) 선수에게 패했으며 2012년에 개최된 런던 올림픽에서도 역시 같은 중국의 장 지커(Zhang Jike) 선수에게 패하여 3연속 은메달을 차지했다. 2008년 런던 올림픽 때부터 도입된 탁구 남자 단체전 우승을 통해 올림픽 금메달의 한은 풀었지만 끝내 단식에서는 금메달을 차지 하지 못해 영원한 은메달리스트(Forever Silver)라는 별명을 얻기도 하였다. 한편 아시안게임에서는 2006년 도하 아시안게임 단식 금메달을 차지한 바 있으며 올림픽에서는 단식 은메달 3개(2004년 아테네 올림픽, 2008년 런던 올림픽, 2012년 베이징 올림픽)와 단체전 금메달 2개(2008년 런던 올림픽, 2012년 베이징 올림픽)로 올림픽 탁구 남자부 최다 메달 기록을 보유하고 있다.

## 은퇴
왕하오는 2014년 12월 20일 중국의 동료 탁구 선수인 하오 슈하이(Hao Shuai) 선수의 아들의 100일 잔치에 참석해 선수 생활의 은퇴를 선언했다. 이후 2014년 12월 23일의 자신의 메타블로그에서 공식적으로 은퇴를 선언하였다. 은퇴발표문에서 왕하오는 "2012년 런던올림픽 이후부터 은퇴 생각을 했다. 하지만 세대교체기 중심을 잡아줄 인물이 필요하다는 대표팀 사정으로 올해 세계대회까지 왔다. 이제는 후배들이 완전한 자리를 잡았으므로 홀가분하게 현역생활을 접는다."고 말했다. 이를 통해 2014년 초에 은퇴했던 마 린(Ma Lin) 선수와 왕 리친(Wang Liqin) 선수에 이어 마지막으로 왕하오까지 은퇴하면서 2000년대 중국 남자 탁구를 이끌었던 트로이카 모두 한 해에 은퇴를 하게 되었다. 왕하오는 은퇴 이후 지도자로서의 변신을 선언하였으며 중국 탁구 슈퍼리그의 빠이 팀에서 코치를 맡고 있다.
2023년에 중국 남자 탁구 국가대표팀 감독이 되었다.

## 같이 보기
- 세계 탁구 선수권 대회